# Otermanjärvi
Otermanjärvi är en sjö i Finland. Den ligger i kommunen Vaala i landskapet Norra Österbotten, i den centrala delen av landet, 500 km norr om huvudstaden Helsingfors. Otermanjärvi ligger 140,6 meter över havet. Den är 5,47 meter djup. Arean är 21,12 kvadratkilometer och strandlinjen är 52,46 kilometer lång. Sjön  ingår i Uleälvens huvudavrinningsområde. 